# Consolidated Credit Union Place
Consolidated Crédit Union Place (auparavant appelé le Summerside Wellness Centre) est une installation omnisports qui fut ouverte en deux étapes. En avril 2006, la première section fut ouverte au public. Elle contient un centre de sports nautiques, des salles de rencontres et de convention, un centre d'exercice physique, deux patinoires de grandeur LNH, des allées de quilles et une piste de marche intérieure. La portion pour la natation (section 1) consiste d'une piscine de 25 mètres, une piscine pour le loisir, une glissade d'eau, un bain tourbillon, une chambre de vapeur et un sauna. Il y a aussi un centre de conférence de plus de 370 m2, et un gymnase Iron Haven avec deux courts de squash et des poids et haltères. Dans La deuxième étape, les arénas furent conçues pour remplacer Stade Cahill et l'aréna Steele.
À l'automne de 2011, le local sera le domicile des Storm de Summerside de la Ligue nationale de basketball du Canada.

## Histoire
Le stade de 3728 sièges a ouvert ses portes le 1er mars 2007, mettant en vedette une partie entre les rivaux de division : les Western Capitals de Summerside et les Abbies de Charlottetown. Les Capitals gagnèrent la partie 11-3 devant 3417 spectateurs. La patinoire mesure 200 × 85 pieds (61 × 26 m). La patinoire a dix suites sur le mur sud et a des vitres de 2,3 m de haut qui entoure toute la patinoire. La patinoire utilise des lumières à angle pour le bénéfice des joueurs au sport de volleyball, pour que les lumières ne brillent pas dans leurs yeux, aussi le tableau d'affichage se retire très facilement pour les spectacles qui ont besoin d'un plafond élevé comme pour les évènements de monster Truck. Il y a aussi une piste de course au sommet des rangées de sièges. Ces traits ne dérangent pas les parties de hockey, mais rend l'édifice plus attrayante pour une installation omnisports. La deuxième patinoire est de 61 × 26 m, avec des estrades populaires pour environ 700 personnes ; cette patinoire fut ouverte le 2 mars 2007. De nouvelles allées de quilles furent ouvertes pour remplacer celles du Stade Cahill.
Il y eut une grosse explosion sur le toit durant la construction, cela retarda la construction de plusieurs mois. L'installation omnisports a coûté à la Ville de Summerside environ 36 millions $ CAN, divisé entre les gouvernements de Summerside, de la province et du fédéral.
Le stade reçût la première partie de la Ligue nationale de hockey à l'Île-du-Prince-Édouard quand les Panthers de la Floride jouèrent contre les Islanders de New York, le 27 septembre 2008.  Les Islanders gagnèrent la partie 4 à 2 devant 3,029 spectateurs.  Le 16 et 17 décembre, la compétition d'adresse de la LHJC et la partie des joueurs futurs eut lieu, avec le joueur de Summerside Harrison McIver et l'entraineur-chef des Capitals de Summerside Kenny MacDougall impliqués dans l'équipe de l'est. L'est a gagné la compétition d'adresse 51 à 44 et a gagné la partie des joueurs futurs par le compte de 6 à 3 devant plus de 1,000 personnes.

## Évènements
Le 14 et 15 septembre 2011, Elton John a donné deux spectacles (tous les billets vendus) à Crédit Union Place quand il fit sa tournée dans les provinces maritimes.

### Évènements de 2012
John Mellencamp

Bryan Adams

Hedley

Charlie Pride

### Évènements de 2011
Harlem Globe Trotters

Rev Up Auto Show (automobiles)

Joel Plaskett –  en Concert

Carrousel de la Gendarmerie royale du Canada

Slowcoaster –  en Concert

Carnaval de homard de Summerside

Neverest –  en Concert

These Kids Wear Crowns – en Concert

Alyssa Reid – en Concert

Playdates – en Concert

Hey Rosetta – en Concert

Boxer the Horse – en Concert

April Wine – en Concert

Racoon Bandit – en Concert

Elton John – en Concert (2 spectacles, tous les billets vendus)

Jerry Seinfeld – en Concert

### Évènements de 2010
Atlantic Minor Midget “AAA” Hockey Championships

Steve Miller Band Live – en Concert

Relay for Life

Provincial Health Expo

Joel Plaskett –  en Concert

The Stampeders –  en Concert

Matt Andersen – en Concert

Cirque Festival

Carnaval de homard de Summerside

The Trews – en Concert

Down With Webster – en Concert

Catherine Maclellan – en Concert

ELLIS FAMILY BAND/EDGE/Nathan Wiley – en Concert

Eastern Canadian Bantam Girls Softball Championships

Atlantic Canadian Peewee Baseball Championships

UPEI VS St Mary’s, Hockey Universitaire (hommes)

### Évènements de 2009
John Fogerty – en Concert (tout vendu)

International Snowmobile Congress

Canadian National Arm Wrestling Championships

Atlantic Kart Racing Series

The Beach Boys – en Concert

Stompin' Tom Connors – en Concert

Canada Summer Games

Maritime Junior Hockey League Showcase

World Junior A Challenge

### Évènements de 2008
LNH Exhibition Game – New York Islanders VS. Florida Panthers

George Thorogood – en Concert

Monster Trucks – Monster Spectacular

Arena Cross – Stuntapalooza

Blind Boys of Alabama – en Concert

Atlantic Arm Wrestling Championships

Atlantic Kart Racing Series

Cirque Estivale

Kenny Rogers – en Concert

Maritime Junior Hockey League Showcase

Canadian Junior Hockey League Prospects Game

### Évènements de 2007
LNH – New York Islanders Partie Bleu/Blanc

LHJMQ – Cavendish Cup PEI Rocket vs. Moncton Wildcats

Trooper – en Concert

LHJMQ – St Johns Fog Devils Training Camp

Charlie Pride – en Concert

## Changement de nom et de slogan
Vendredi le 29 février 2008, la ville de Summerside a annoncé un contrat de dix ans où la Crédit Union ont le droit de nommer le complexe. Ce nom remplace 'Summerside Wellness Centre'. Une autre partie de l'entente est que les membres de la 'Crédit Union' d'autour du monde reçoivent une escompte de 20 % sur les évènements publics. Quand Crédit Union a reçu le droit de nommer le complexe, ils créèrent un nouveau logo et un slogan, "It all happens here".